# 소표
소표(蕭豹, 생몰년 미상)는 조위 시기의 인물로 소휴(蕭休)의 아들, 소예의 아버지, 남제를 건국한 소도성의 열조부, 소량을 건국한 양무제의 태조부, 전한 시기의 관료인 소망지의 10세손이다.

## 생애
생전 조위의 광릉군승(廣陵郡丞)을 지냈으며 479년 6대손 소도성이 남제를 건국하자 소표는 광릉부군(廣陵府君)으로 추존되어 칠묘에 위패가 안치되었다. 
482년 소도성이 죽고 소색이 즉위한 시점으로부터 소표는 칠묘에 모셔질 수 있는 조상의 범위를 지났기에 소표의 사당은 철거되었다.
502년 잉손인 양무제 시기엔 칠묘의 범위를 넘긴 조상이기에 그의 아들인 소예까지만 칠묘에 배향되고 소표 본인은 더 이상 모셔지지 않았다.

## 계보

### 선조
- 현조: 소포(蕭苞) - 중산상(中山相)
- 고조: 소주(蕭周) - 박사(博士)
- 증조: 소교(蕭矯) - 사구장(蛇丘長)
- 조부:  소규(蕭逵) - 주종사(州從事)
- 부친:  소휴(蕭休) - 효렴(孝廉)
- 모친: 불명

### 후손
- 아들: 태중부군(太中府君) 소예
- 손자: 회음부군(淮陰府君) 소정
- 증손: 즉구부군(即丘府君) 소준
  - 현손: 태상부군(太常府君) 소악자
  - 내손: 선제(宣帝) 소승지
  - 곤손: 고제(高帝) 소도성 - 남제 초대 황제.
- 증손: 제음부군(濟陰府君) 소할
  - 현손: 중종사사부군(中從事史府君) 소부자
  - 내손: 특진부군(特進府君) 소도사
  - 곤손: 문제(文帝) 소순지
  - 잉손: 무제(武帝) 소연 - 소량 초대 황제.